# Antoine de Vergy

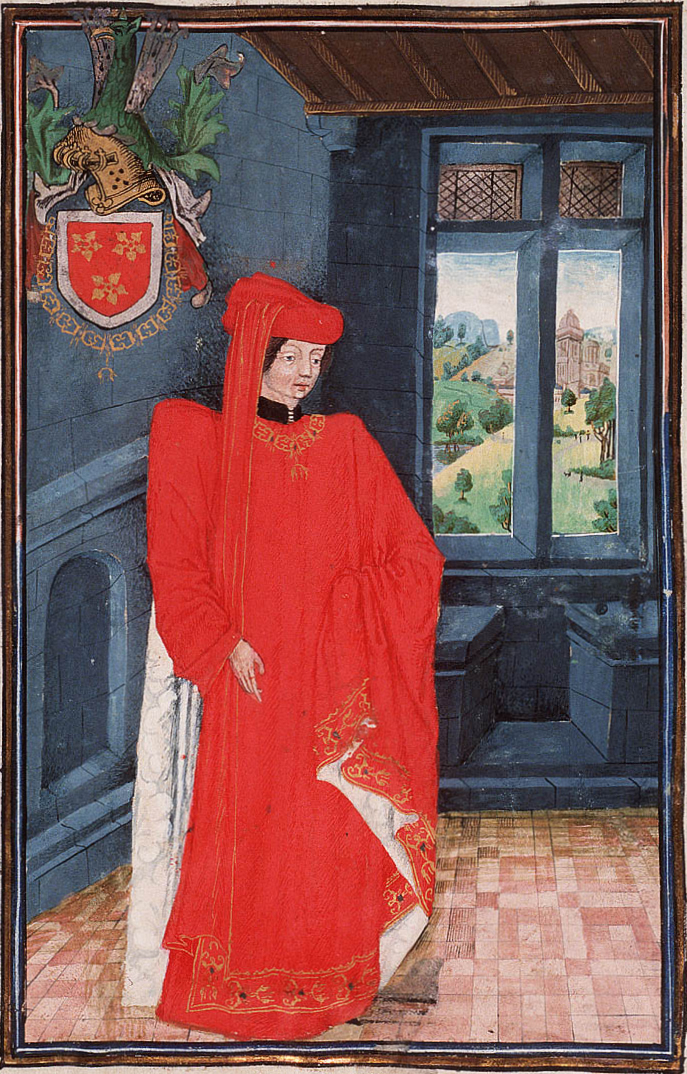
Antoine de Vergy

Antoine de Vergy (* 1375; † 29. Oktober 1439) war Graf von Dammartin, Herr von Champlitte und Rigney, Chevalier, Berater und Kammerherr des Königs, sowie Marschall von Frankreich.

## Leben
Bei den Kämpfen um den Mord an Herzogs Johann Ohnefurcht von Burgund am 10. September 1419 in Montereau-Fault-Yonne wurde er selbst verwundet. Er verbündete sich mit den Engländern und wurde am 22. Januar 1422 vom englischen König Heinrich V., der für den französischen König Karl VI. die Regentschaft führte, zum Marschall von Frankreich ernannt. 1430 machte Herzog Philipp der Gute von Burgund, der Sohn Johann Ohnefurchts, ihn zu einem der Gründungsmitglieder des Ordens vom Goldenen Vlies. Darüber hinaus war er Gouverneur des Herzogtums Burgund, der Champagne und des Brie.
1423 war er bei den Siegern in der Schlacht von Cravant, in der die Truppen den neuen französischen Königs Karls VII. (Karl VI. und Heinrich V. waren im Jahr zuvor gestorben, was die Feindseligkeiten neu entfacht hatte) den Engländern unterlagen. 1431 nahm er an der Schlacht von Bulgnéville teil, in der René von Anjou von seinem Vetter Anton von Vaudémont und den verbündeten Burgundern geschlagen und gefangen genommen wurde.

## Familie
Er war der Sohn von Jean III. de Vergy und Jeanne de Chalon und ein Angehöriger des Hauses Vergy.
Antoine de Vergy war in erster Ehe mit Jeanne de Rigney, Tochter von Hugues II., Seigneur de Rigney, verheiratet, in zweiter Ehe mit Guillemette de Vienne, Tochter von Philippe, Seigneur de Persan. Beide Ehen blieben kinderlos.
Seine Schwester Marie war mit Graf Konrad von Freiburg verheiratet.